# Anna Maria Primavesi
Annemarie Baronesa Conrad, conocida como Ana Maria Primavesi (Sankt Georgen ob Judenburg, Estiria, 3 de octubre de 1920-São Paulo, 5 de enero de 2020) fue una ingeniera agrónoma brasileña de origen austríaco, responsable de los avances en el campo de estudio de las ciencias del suelo y especialmente sobre el manejo ecológico del suelo.
Fue reconocida como una importante investigadora de la agroecología y de la agricultura orgánica.

## Biografía
Annemarie Baronesa Conrad, estudió en la Facultad de Recursos Naturales y Ciencias de la Vida de la Universidad de Viena, donde conoció y se enamoró del doctor Artur von Primavesi, de origen alemán. Se casaron en 1946 y en 1949 migraron a Brasil ya que Primavesi, como muchos otros, fue afectado por la expropiación forzosa por parte de los rusos.
Pionera en la preservación del suelo y en recuperación de áreas degradadas, abordando el manejo de suelos de manera integrada con el medio ambiente natural. Sus investigaciones apuntaron a una agricultura que privilegie la actividad biológica del suelo con altos tenores de materia orgánica, evitando el movimiento del mismo, y sustituyendo el uso de insumos químicos por la aplicación de técnicas como el abono verde, control biológico de plagas, entre otros. La comprensión de la tierra como un organismo vivo y con diferentes niveles de interacción con la planta fue una de las contribuciones de Primavesi a la agronomía.
En 1960, junto con su esposo, fundó el Instituto del Suelo en la Universidad Santa María en el estado de Rio Grando do Sul, que se convirtió en un centro reconocido mundialmente. Fue profesora de la Universidad Federal de Santa María, donde contribuyó en la organización del primer curso de posgraduación orientado hacia la agricultura orgánica. 
Ya retirada, puso por muchos años su propia propiedad agrícola en Itaí, en el estado de São Paulo, donde colocó en práctica sus conceptos de la agricultura orgánica. Fue también fundadora de la Asociación de la Agricultura Orgánica (AAO), una de las primeras asociaciones de productores orgánicos del Brasil. Su libro "Manejo ecologico do solo: a agricultura em regioes tropicais" es considerada una obra de referencia en las ciencias agrarias y revolucionaria en la agricultura orgánica tropical.
Falleció en Sao Paulo el 5 de enero de 2020 a los noventa y nueve años, por problemas cardíacos.

## Honores
A lo largo de su carrera, recibió diversos premios, como:
- 2012: Galardón One World de la International Federation of Organic Agriculture Movements (IFOAM)[11][12]

- títulos Doctor honoris causa  en diversas universidades brasileñas.[13]

### Eponimia
- 2010: en su homenaje, el Centro Académico de Agroecología de la UFSCar.[14]